# Impatiens laevigata
Impatiens laevigata är en balsaminväxtart som beskrevs av Nathaniel Wallich, Joseph Dalton Hooker och Thoms. Impatiens laevigata ingår i släktet balsaminer, och familjen balsaminväxter. Inga underarter finns listade i Catalogue of Life.